# Municipio de Wayne (condado de Doniphan)
El municipio de Wayne (en inglés: Wayne Township) es un municipio ubicado en el condado de Doniphan en el estado estadounidense de Kansas. En el año 2010 tenía una población de 196 habitantes y una densidad poblacional de 2,05 personas por km².

## Geografía
El municipio de Wayne se encuentra ubicado en las coordenadas 39°41′30″N 95°4′7″O / 39.69167, -95.06861. Según la Oficina del Censo de los Estados Unidos, el municipio tiene una superficie total de 95.77 km², de la cual 94,93 km² corresponden a tierra firme y (0,88 %) 0,84 km² es agua.

## Demografía
Según el censo de 2010, había 196 personas residiendo en el municipio de Wayne. La densidad de población era de 2,05 hab./km². De los 196 habitantes, el municipio de Wayne estaba compuesto por el 97,45 % blancos, el 1,02 % eran afroamericanos, el 0,51 % eran amerindios y el 1,02 % eran de una mezcla de razas. Del total de la población el 1,02 % eran hispanos o latinos de cualquier raza.